# Hueco de Fermi
El hueco de Fermi en física es la pequeña región del espacio que rodea a cada electrón, en la cual, la probabilidad de encontrar otro electrón con el mismo spin es muy pequeña. De hecho, la densidad de probabilidad para la posición de dos electrones se anula cuando los dos electrones están en el mismo punto.
- Datos: Q906693